# Statut Familijny
Statut Familijny – dokument normatywny wydany przez Habsburgów w 1839 w celu uregulowania spraw rodzinnych.
Najważniejszym jego postanowieniem było uznanie cesarza za głowę rodu, decydującą o małżeństwach zawieranych przez jego członków.
Statut Familijny karał też wykluczeniem rodu za małżeństwa morganatyczne (arystokraty z osobą niższego stanu).